# 보은 김수온 부조묘
보은 김수온 부조묘(報恩 金守溫 不祧廟)는 충청북도 보은군 보은읍 지산리에 있는, 조선 초기의 문신 식우(拭우) 김수온(1410∼1481) 선생의 위패를 모신 사당이다. 1984년 12월 31일 충청북도의 기념물 제48호로 지정되었다.

## 개요
조선 초기의 문신 식우(拭우) 김수온(1410∼1481) 선생의 위패를 모신 사당이다.
세종 23년(1441) 문과에 급제한 후 세종의 특명으로 집현전 학사가 되어『치평요람』·『의방유취』등 각종 편찬사업에 참여하였다. 성종 2년(1471)에 4등공신이 되어 영산부원군에 봉해졌다. 학문과 문장이 뛰어나『명황계감』,『금강경』등을 한글로 풀이하였으며 저서로는『식우집』이 있다.
부조묘는 번역과 간행에 많은 업적을 남긴 선생을 위하여 성종의 명으로 세운 사당인데, 종곡리에 있었던 것을 현종 5년(1664)에 우암 송시열이 지산리로 옮긴 것이다. 많이 무너지고 떨어져 1981년에 보수·정화하였다.

## 같이 보기
- 김수온

## 참고 자료
- 보은 김수온 부조묘 - 국가유산청 국가유산포털